# Bolesław Woytowicz
Bolesław Woytowicz (født 5. december 1899 i Dunaivtsi, Ukraine - død 11. juli 1980 i Katowice, Polen) var en polsk komponist, pianist og lærer.
Woytowicz studerede komposition på Musikkonservatoriet i Warszawa, og i Paris hos Nadia Boulanger. Han har skrevet 3 symfonier, orkesterværker, kammermusik, korværker, sange etc. Woytowicz underviste som lærer i komposition og klaver på Musikkonservatoriet i Warszawa, og på Musikkonservatoriet i Katowice. Han var i 15 år udøvende koncertpianist, og rejste rundt som solist hos alverdens symfoniorkestre.

## Udvalgte værker
- Symfoni nr. 1 (1938) - (20 variationer i symfonisk form) - for orkester
- Symfoni nr. 2 "Warszawa" (1945) - for orkester
- Symfoni nr. 3 (1963) - (Symfoni Koncertante) - for klaver og orkester